# Mega Man 3 (jeu vidéo, 1992)
Pour les articles homonymes, voir Mega Man 3.
Mega Man 3 (Mega Man 3: The Robots are Revolting) est un jeu d'action-plates-formes de la série Mega Man en 1990 uniquement aux États-Unis, développé et édité par Hi Tech Expressions sous licence Capcom sur PC (DOS). C'est le deuxième jeu basé sur la franchise produit par cette entreprise sans le contrôle de Capcom, faisant suite au jeu Mega Man de 1990 également sorti sur DOS. C'est un jeu inédit et non un portage ou adaptation du jeu homonyme de la série originale Mega Man 3 sorti en 1992 sur NES. Malgré son titre aucun second volet n'a vu le jour. De nombreux graphismes issus du premier jeu ont été réutilisés dans le jeu précédent. Le jeu a été critiqué pour ses graphismes différant légèrement de ceux de la série originale,,.

## Système de jeu
Mega Man est un jeu d'action-plates-formes qui reprend le système de jeu de la série Mega Man. Le jeu comporte six Robot Masters en tant que boss, que Mega Man doit vaincre, Torch Man, Bit Man, Shark Man, Wave Man, Oil Man et Blade Man. Il récupère de chacun d'entre eux une arme qu'il peut réutiliser.

## Accueil
« Si vous aimez souffrir, vous pouvez (également) essayer Mega Man 3: The Robots are Revolting »

— Mike Williams, USgamer.

## Postérité
Si certains des noms des Robot Masters ont été réutilisés dans d'autres jeux, les robots sont différents.  Mega Man 3 et son prédécesseur sur PC Mega Man sont réédités en 1994 sur PC (DOS) sous forme de bonus dans la compilation Street Fighter Series.